# Ordinariato per i fedeli di rito orientale
L'ordinariato per i fedeli di rito orientale è una tipologia di circoscrizione ecclesiastica della Chiesa cattolica «per l'assistenza pastorale di cattolici orientali di qualunque rito che non abbiano gerarchia propria nel paese di residenza».

## Descrizione
A capo dell'Ordinariato c'è un prelato con il titolo di ordinario, nominato dalla Santa Sede, con giurisdizione su tutti i fedeli appartenenti ai riti orientali sprovvisti di vescovo proprio. In genere, l'ordinariato ha un ambito nazionale, estende la sua giurisdizione su fedeli che appartengono ad uno o più riti liturgici e la carica di ordinario viene attribuita al vescovo della capitale del Paese; fa eccezione l'ordinariato armeno dell'Europa orientale.
L'ordinariato per i fedeli di rito orientale, che fa parte dell'organizzazione della Chiesa latina, non è una figura giuridica creata dal diritto canonico, bensì una circoscrizione personale configurata dalla prassi. Nella sua istituzione, la Santa Sede si è tuttavia ispirata al canone 383 §2 del Codice di diritto canonico  e al canone 916 §5 del Codice dei canoni delle Chiese orientali.
Secondo l'Annuario Pontificio, questo tipo di circoscrizione ecclesiastica è nato con la lettera apostolica Officium supremi apostolatus del 15 luglio 1912, con la quale si regolava l'assistenza spirituale dei ruteni del Canada.

## Elenco degli ordinariati
Oggi esistono 9 ordinariati per i fedeli di rito orientale nei seguenti Paesi:
- Argentina[8]
- Austria
- Brasile
- Europa orientale[9]
- Francia
- Grecia[9]
- Polonia
- Romania[9]
- Spagna